# Woody Harrelson
Woodrow Tracy Harrelson (sinh ngày 23 tháng 7 năm 1961) là một diễn viên người Mỹ. Ông được công chúng biết đến rộng rãi bắt đầu từ vai Woody Boyd trong phim Cheers (1985). Và thắng một trên tổng số năm đề cử giải Emmy năm 1989 với vai diễn nói trên. Trong lĩnh vực điện ảnh, ông được biết đến qua một số vai như: Billy Hoyle trong White Men Can't Jump (1992), Mickey Knox trong Natural Born Killers (1994), Tallahassee trong Zombieland (2009), Bill Willoughby trong Three Billboards Outside Ebbing, Missouri (2017), Cletus Kasady trong Venom 2-Let there be Carnage (2021).

## Giải thưởng
| Năm  | Đối tượng đề cử                           | Giải thưởng                                                                                               | Kết quả   |
| ---- | ----------------------------------------- | --- | --------- |
| 1987 | Cheers                                    | American Comedy Award for Funniest Newcomer - Male or Female                                              | Đoạt giải |
| 1987 | Cheers                                    | Primetime Emmy Award for Outstanding Supporting Actor in a Comedy Series                                  | Đề cử     |
| 1988 | Cheers                                    | Primetime Emmy Award for Outstanding Supporting Actor in a Comedy Series                                  | Đề cử     |
| 1989 | Cheers                                    | Primetime Emmy Award for Outstanding Supporting Actor in a Comedy Series                                  | Đoạt giải |
| 1990 | Cheers                                    | American Comedy Award for Funniest Supporting Male Performer in a TV Series                               | Đề cử     |
| 1990 | Cheers                                    | Primetime Emmy Award for Outstanding Supporting Actor in a Comedy Series                                  | Đề cử     |
| 1991 | Cheers                                    | Primetime Emmy Award for Outstanding Supporting Actor in a Comedy Series                                  | Đề cử     |
| 1992 | White Men Can't Jump                      | MTV Movie Award for Best Kiss (cùng với Rosie Perez)                                                      | Đề cử     |
| 1992 | White Men Can't Jump                      | MTV Movie Award for Best On-Screen Duo (cùng với Wesley Snipes)                                           | Đề cử     |
| 1993 | Indecent Proposal                         | MTV Movie Award for Best Kiss (cùng với Demi Moore)                                                       | Đoạt giải |
| 1993 | Indecent Proposal                         | Golden Raspberry Award for Worst Supporting Actor                                                         | Đoạt giải |
| 1994 | Natural Born Killers                      | MTV Movie Award for Best Kiss (cùng với Juliette Lewis)                                                   | Đề cử     |
| 1994 | Natural Born Killers                      | MTV Movie Award for Best On-Screen Duo (cùng với Juliette Lewis)                                          | Đề cử     |
| 1996 | The People vs. Larry Flynt                | Academy Award for Best Actor                                                                              | Đề cử     |
| 1996 | The People vs. Larry Flynt                | Golden Globe Award for Best Actor – Motion Picture Drama                                                  | Đề cử     |
| 1996 | The People vs. Larry Flynt                | Screen Actors Guild Award for Outstanding Performance by a Male Actor in a Leading Role                   | Đề cử     |
| 1999 | Frasier                                   | Primetime Emmy Award for Outstanding Guest Actor in a Comedy Series                                       | Đề cử     |
| 2006 | A Prairie Home Companion                  | Gotham Award for Best Ensemble Cast                                                                       | Đề cử     |
| 2007 | No Country for Old Men                    | Screen Actors Guild Award for Outstanding Performance by a Cast in a Motion Picture                       | Đoạt giải |
| 2008 | Transsiberian                             | Saturn Award for Best Supporting Actor                                                                    | Đề cử     |
| 2009 | The Messenger                             | Independent Spirit Award for Best Supporting Male                                                         | Đoạt giải |
| 2009 | The Messenger                             | National Board of Review Award for Best Supporting Actor                                                  | Đoạt giải |
| 2009 | The Messenger                             | San Diego Film Critics Society Award for Body of Work                                                     | Đoạt giải |
| 2009 | The Messenger                             | Academy Award for Best Supporting Actor                                                                   | Đề cử     |
| 2009 | The Messenger                             | Broadcast Film Critics Association Award for Best Supporting Actor                                        | Đề cử     |
| 2009 | The Messenger                             | Chicago Film Critics Association Award for Best Supporting Actor                                          | Đề cử     |
| 2009 | The Messenger                             | Detroit Film Critics Society Award for Best Supporting Actor                                              | Đề cử     |
| 2009 | The Messenger                             | Golden Globe Award for Best Supporting Actor – Motion Picture                                             | Đề cử     |
| 2009 | The Messenger                             | Houston Film Critics Society Award for Best Supporting Actor                                              | Đề cử     |
| 2009 | The Messenger                             | Satellite Award for Best Supporting Actor - Motion Picture                                                | Đề cử     |
| 2009 | The Messenger                             | San Diego Film Critics Society Award for Best Supporting Actor                                            | Đề cử     |
| 2009 | The Messenger                             | Screen Actors Guild Award for Outstanding Performance by a Male Actor in a Supporting Role                | Đề cử     |
| 2009 | The Messenger                             | Washington D.C. Area Film Critics Association for Best Supporting Actor                                   | Đoạt giải |
| 2009 | Zombieland                                | San Diego Film Critics Society Award for Body of Work                                                     | Đoạt giải |
| 2009 | Zombieland                                | Scream Award for Best Ensemble                                                                            | Đoạt giải |
| 2009 | Zombieland                                | Detroit Film Critics Society Award for Best Supporting Actor                                              | Đề cử     |
| 2009 | Zombieland                                | Detroit Film Critics Society Award for Best Cast                                                          | Đề cử     |
| 2009 | Zombieland                                | Saturn Award for Best Supporting Actor                                                                    | Đề cử     |
| 2009 | Zombieland                                | Scream Award for Best Horror Actor                                                                        | Đề cử     |
| 2009 | 2012                                      | San Diego Film Critics Society Award for Body of Work                                                     | Đoạt giải |
| 2011 | Rampart                                   | African American Film Critics Association Award for Best Actor                                            | Đoạt giải |
| 2011 | Rampart                                   | Independent Spirit Award for Best Male Lead                                                               | Đề cử     |
| 2011 | Rampart                                   | Satellite Award for Best Actor in a Motion Picture                                                        | Đề cử     |
| 2012 | Game Change                               | Critics' Choice Television Award for Best Actor in a Movie/Miniseries                                     | Đề cử     |
| 2012 | Game Change                               | Primetime Emmy Award for Outstanding Lead Actor in a Miniseries or a Movie                                | Đề cử     |
| 2012 | Game Change                               | Golden Globe Award for Best Actor – Miniseries or Television Film                                         | Đề cử     |
| 2012 | Game Change                               | Screen Actors Guild Award for Outstanding Performance by a Male Actor in a Miniseries or Television Movie | Đề cử     |
| 2014 | True Detective                            | Primetime Emmy Award for Outstanding Lead Actor in a Drama Series                                         | Đề cử     |
| 2015 | True Detective                            | Golden Globe Award for Best Actor – Miniseries or Television Film                                         | Đề cử     |
| 2015 | True Detective                            | Satellite Award for Best Actor – Television Series Drama                                                  | Đề cử     |
| 2015 | True Detective                            | Screen Actors Guild Award for Outstanding Performance by a Male Actor in a Drama Series                   | Đề cử     |
| 2018 | Three Billboards Outside Ebbing, Missouri | Academy Award for Best Supporting Actor                                                                   | Đề cử     |
| 2018 | Three Billboards Outside Ebbing, Missouri | BAFTA Award for Best Actor in a Supporting Role                                                           | Đề cử     |
| 2018 | Three Billboards Outside Ebbing, Missouri | Screen Actors Guild Award for Outstanding Performance by a Male Actor in a Supporting Role                | Đề cử     |
| 2018 | Three Billboards Outside Ebbing, Missouri | Screen Actors Guild Award for Outstanding Performance by a Cast in a Motion Picture                       | Đoạt giải |